# Podagrion holbeini
Podagrion holbeini is een vliesvleugelig insect uit de familie Torymidae. De wetenschappelijke naam is voor het eerst geldig gepubliceerd in 1923 door Girault.